# A Bad Moms Christmas
A Bad Moms Christmas er en amerikansk jule-komediefilm fra 2017, filmen er instrueret og skrevet af Jon Lucas og Scott Moore,  filmen her Mila Kunis, Kristen Bell, Kathryn Hahn og Justin Hartley i hovedrollerne.

## Medvirkende
- Mila Kunis som Amy
- Kristen Bell som Kiki
- Kathryn Hahn som Carla
- Justin Hartley som Ty Swindle
- Susan Sarandon som Carlas mor
- Christine Baranski som Amys mor
- Cheryl Hines som Kikis mor
- Peter Gallagher som Amys far
- Jay Hernandez som Jessie Harkness
- Oona Laurence som Jane